# Якоб, який літає
Якоб, який літає (швед. Flygande Jakob) — шведська запіканка, основними інгредієнтами якої є курятина, вершки, банани, чилі соус, бекон і арахіс. Зазвичай її подають з рисом і салатом.

## Історія
Страву було створено у 1976 році Уве Якобссоном (Ove Jakobsson), працівником у сфері авіаційного вантажоперевезення. Вона вперше з'явилася в шведському кулінарному журналі *Allt om Mat* того ж року. Назва "Якоб, який літає" походить від професії автора та його імені.

## Приготування

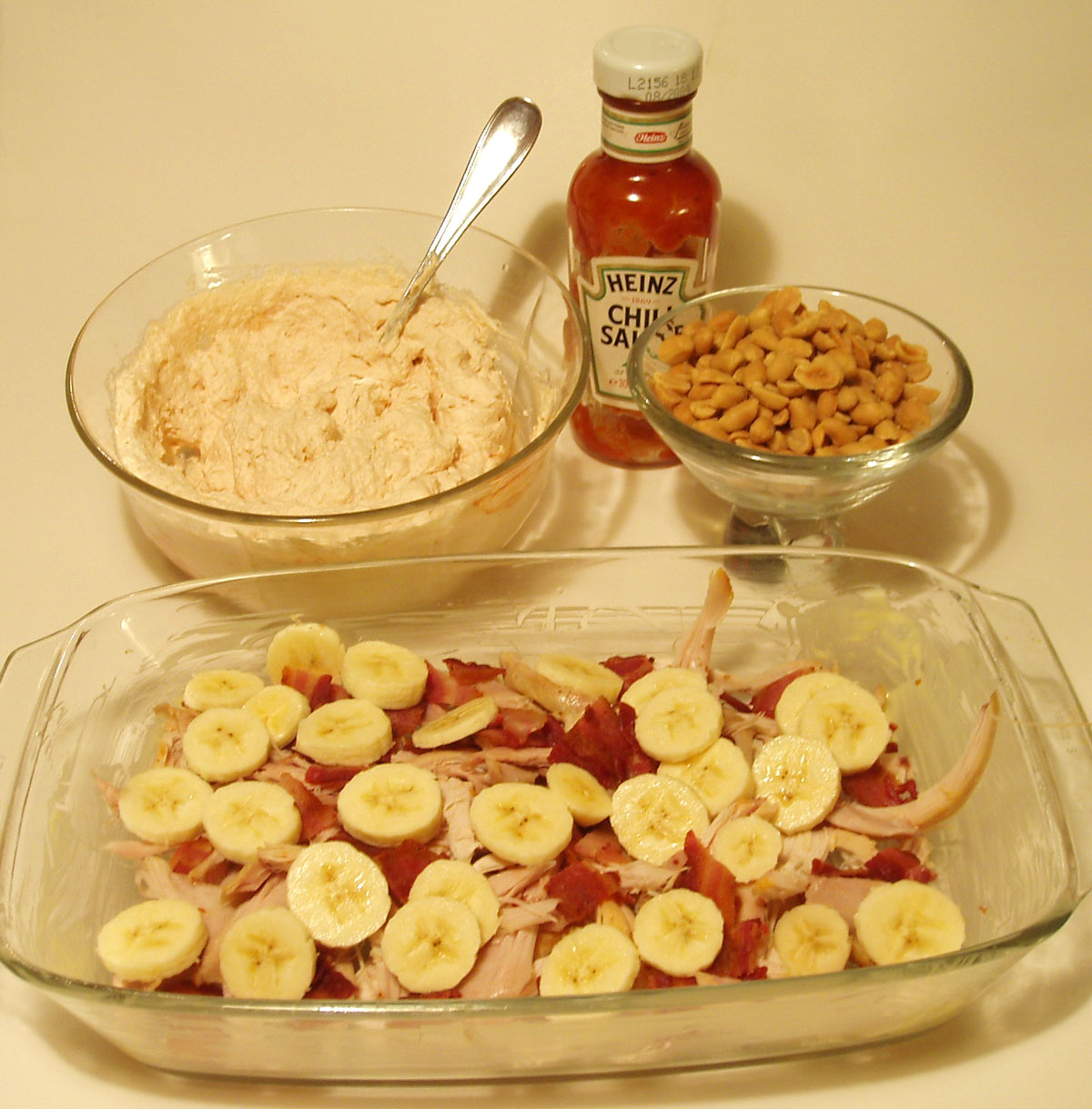
Якоб, який літає. Інгредієнти

Основою страви є запечена або відварена курятина, яку викладають у форму для запікання. Зверху додають нарізані банани, а потім заливають сумішшю з вершків і чилі соусу. Зверху кладуть обсмажені шматочки бекону. Страву запікають у духовці до появи рум’яної скоринки, після чого посипають смаженим арахісом. Традиційно подається з відвареним рисом.